# Родингит
Родинги́т, родинги́ты (англ. Rodingite), ранее гранатит — класс метасоматических метаморфических горных пород, входящих в число гранатоидов, состоящих из гроссуляр-андрадита, кальциевого пироксена, везувиана, эпидота и скаполита в разных процентных соотношениях.

## Название
Термин «родингиты» впервые был предложен крупным новозеландским геологом Патриком Маршаллом для обозначения крупнозернистых диопсид-гроссуляровых агрегатов, слагающих жилы в серпентинизированных перидотитах. В 1911 году в своей работе «Нефелинитовые скалы Новой Зеландии» (англ. Nephelinite Rocks in New Zealand) Маршалл, исследуя обнажения долины реки Родинг в окрестностях горы Дун, описал природу родингитов как новую разновидность базитов, первичной магматической породы. Уже в послевоенные годы, в 1927 году французский геолог Л. Гранж показал, что предположение Маршалла оказалось неверным, на самом деле родингиты представляют собой сложные метаморфизированные габбро. Тем не менее, термин прижился и получил широкое международное хождение. Таким образом, родингиты получили своё современное наименование как имя собственное, по обнажениям (выходам) офиолитового пояса горы Дун на реке Родинг в Нельсоне, Новая Зеландия.
В советской геологической литературе, однако, термин прижился не сразу, и подобные породы долгое время описывали по-разному, как гранатизированные габбро, гранат-везувиановые фельзиты, гранатиты, офиосфериты и т. д. Только начиная с семидесятых годов, понятие «родингит» окончательно закрепилось в отечественной литературе.
Основное устаревшее, ныне вышедшее из употребления русскоязычное название родингита — гранатит. При всей своей двусмысленности, тем не менее, оно вполне характеризует природу этого минерала, в отличие от современного названия.

## Состав
Минеральный состав родингитов сильно изменчив как по основным составляющим, так и по примесям, однако их универсальной определяющей характеристикой остаётся высокое содержание ионов кальция и низкое содержание кремния, а также щелочная среда образования. Кроме того, в составе постоянно присутствуют примеси ионов железа (Fe3+), в бо́льших количествах придающих породам отчётливую жёлтую или коричневую окраску.
По сравнению с окружающими кремнистыми материнскими породами, которые могут включать в себя гнейсы или кислые магматические породы, родингиты имеют гораздо более высокое содержание CaO (как правило, выше 35%). Причём, в материнских породах, бедных кварцем, в качестве сопутствующих пород чаще встречается хлорит, актинолит и тремолит, тогда как в материнских породах, богатых кварцем, образуются щелочной полевой шпат и ксонотлит.
При высоком содержании диопсида, актинолита или хлорита, родингиты в свежих сколах чаще всего имеют светло-серый, средне-серый или зеленоватый цвет. Если же преобладает щелочной полевой шпат, то появляется розовый или коричневатый оттенок.
Морфологически родингитовые образования делятся на четыре условных типа, отличающихся как по массивности месторождения, так и по минеральному составу.
1. В большинстве случаев и почти во всех местах обнаружения родингиты встречаются в виде дайкообразных тел толщиной от нескольких сантиметров до полутора-двух метров и длиной до сотен метров, с многочисленными апофизами, рукавами или раздувами. Морфология этих тел фактически не имеет отличий от морфологии даек габброидов или других аналогичных базитов, а также от диоритоидов среди гипербазитов. При том даже среди небольших дайкообразных тел родингитов нередко можно встретить реликты или целые участки почти не изменённых габброидов или диоритоидов.[6]:36
2. Достаточно часто, хотя и не с такой степенью распространённости, как в предыдущем случае, родингитовые минеральные агрегаты слагаются в оторочки вдоль контактов крупных даек и иной морфологии тел габброидов (метагабброидов). Подобные оторочки имеют ширину до одного-двух метров, зачастую располагаясь среди серпентинизированных перидотитов. Таковы, в частности, родингитовые образования в Баженовском массиве.
3. Во многих случаях родингитовые агрегаты слагаются в компактные тела овальной формы (или будины).
4. Среди наименьших минеральных субстанций широко распространены шлиры и гнёзда родингитовых минералов (гранат, гидрогранат, везувиан, хлориты, клинопироксены, клиноцоизит и другие подобные метаморфические образования) размером от единиц миллиметров до десятков сантиметров. Подобные шлиры или гнёзда чаще всего обнаруживаются среди серпентинизированных перидотитов. Таковы, например, новообразованные скопления везувиана на периферии залежей хризотил-асбеста в Баженовском массиве. В иных случаях перидотиты могут содержать только тонкие вкрапления родингитовых минералов.[6]:36

## Генезис
Родингиты образуются преимущественно в тех зонах метаморфизации, где основные породы находятся рядом с серпентинизированными ультраосновными породами. Основные породы изменяются и превращаются в родингиты под воздействием высокого pH, избытка ионов Ca2+ и OH-, которые представляют собой побочные продукты процесса серпентинизации.
В мезокайнозойских метаморфических зонах перидотиты океанической мантии постепенно переходили в серпентиниты, процесс, который по существу включает в себя гидратацию (вхождение ионов ОН- в кристаллическую решётку минералов) оливина, основного минерала перидотитов и пироксена (энстатит, авгит), как безводных силикатов магния и железа, с добавлением в пироксен ионов кальция. При температурах ниже 500 °C эти два минерала превращаются в минерал серпентин, гидратированный силикат магния, а железо переходит оксид магнетита. Кальций же остаётся свободным и не входит ни в один из новых минералов. Поскольку процесс серпентинизации происходит с увеличением объёма породы (серпентин менее плотен, чем оливин и ортопироксен), она разрушается, и кальций из раствора получает возможность мигрировать к краям серпентинитовой массы, мешая нормальному метаморфическому процессу пород, находящихся в контактной зоне. Как результат, силикаты в пограничной полосе переменной ширины от нескольких сантиметров до метра (реже до 3-4 метров) оказываются обогащены кальцием, образуя типичные минералогические ассоциации, основными составляющими которых в весьма переменных пропорциях являются гидрогранаты, включая гидрогроссуляры (особенно характерные для этой зоны минералы), а также гроссуляр, диопсид, клинохлор, везувиан, клиноцоизит и пренит. Другими минералами, которые при этом могут образовываться, являются тремолит-актинолит (в числе производных основных магматических пород), волластонит, ксонотлит, титанит или сфен, гумит и клиногумит. Родингиты, происходящие из силикатных пород, таких как песчаники и гранитоиды, могут содержать вторичное ядро или полосу, обогащённую полевым шпатом, вдали от контактной зоны с серпентинитами. Хлорит и нефрит могут образовываться при последующем контакте серпентинита и родингита.
Родингиты распространены в офиолитах, серпентинитовых меланжах, перидотитах бывшего океанического дна, а также массивах эклогитов. Дискордантные габбро-диабазитовые жилы и слоистые габбро в исходных перидотитах являются наиболее часто «родингитизированными» породами, однако родингиты также могут образовываться и при непосредственном контакте (непременно тектонического характера) между серпентинитами и другими метаморфическими материнскими породами различного состава, причём, состав последних напрямую не влияет на процесс родингитизации.
Зачастую в родингитных месторождениях в зонах кристаллизации образуются более чистые гранатиты, в том числе, благородные гранаты, прежде всего, гроссуляры или андрадиты, типичными спутниками которых являются диопсид, везувиан и хлорит. Эта достаточно однородная ассоциация минералов слагает массивную мелкозернистую горную породу кристаллобластической структуры, иногда образует практически мономинеральные породы (гроссуляриты). В проходящем свете такой гроссуляр часто обнаруживает заметное двупреломление светло-серых цветов интерференции. В перекристаллизованных родингитах к перечисленным выше минералам присоединяются поздние карбонаты.
Гидрогроссуляры в сочетании с гроссулярами, везувианом, цоизитом и диопсидом нередко образует так называемые гидрогроссуляриты, родингитовые минеральные ассоциации — горные породы желтоватого цвета. При этом отдельные участки родингитов могут быть сложены только диопсидом или иметь биминеральный состав (диопсид-цоизитовый или диопсид-гроссуляровый).

## Локальные месторождения

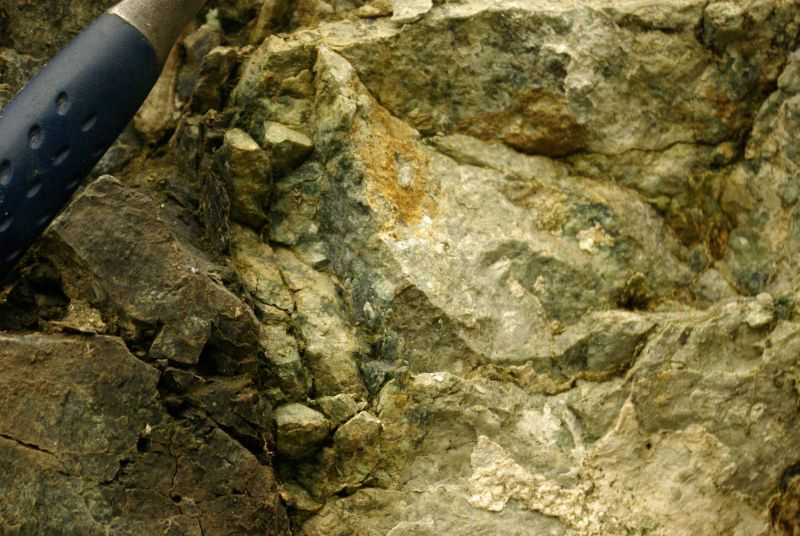
Родингиты (Нижняя Силезия, Польша)

Известное месторождение «Золотая Гора» на горе Карабаш, в Соймоновской долине (река Сак-Елга, Южный Урал), где в XIX-XX веке велась добыча аурикуприда, представляет собой один из наиболее изученных залежей родингитов. Этот ныне отработанный прииск по-своему уникален: интерметаллиды золота и меди здесь являлись главными рудными минералами, локализуясь в родингитовых телах среди массива серпентинитов. При образовании ранних серпентинитов сформировались ранние тёмноокрашенные тонко-, мелко- и среднезернистые родингиты-хлограпиты, бо́льшая часть которых представляет продукты метаморфизма послеофиолитовых титан-содержащих габбро, габбро-долеритов и габбро-клинопироксенитов; а меньшая часть — продукты метаморфизма офиолитовых низко-титановых оливиновых клинопироксенитов. Ранние тёмноокрашенные родингиты имеют существенно гранат-клинопироксеновый состав, обогащены хлоритом, содержат заметное до значительного количество везувиана, нередко и апатита. Состав родингитов в центре их тел и у контактов с серпентинитами близок. Родингиты относятся к числу наиболее прочных и жёстких (компетентных) пород месторождения «Золотая Гора», в их массивах находятся поперечные лестничные жилы диопсида с включениями гранатов, кальцита и магнетита, представляя собой локализатора поздних трещин.
В составе родингитов «Золотой горы» был найден новый минерал, лиственитизированный родингит, получивший название по месту нахождения, златогорит.
На территории Болгарии и Северной Македонии в так называемой Вардарской зоне находится серия сильно серпентинизированных разломов. Так называемый массив Радуша — самый значительный офиолитовый массив, занимающий площадь 60 квадратных километров к северо-западу от Скопье. Хромовая руда добывалась здесь десятилетиями, а также на этой территории находятся многочисленные жилы и линзы габбро и родингита.
В жильных кальциево-силикатных породах Баженовского месторождения одним из главных минералов является везувиан. Количество его в родингитах непостоянно и может варьировать в достаточно широких пределах. Иногда везувиан слагает мономинеральные или, вместе с гроссуляром, биминеральные участки пород. Обычно кроме гроссуляра в ассоциации с везувианом встречаются диопсид и клинохлор. В массивных родингитах везувиан представлен чаще всего мелкими (до 1 мм в поперечнике) изометричными или слабо удлинёнными зёрнами.
В Агардакской офиолитовой зоне серпентинитовый меланж нижней пластины содержит включения рассланцеванных зеленокаменных метабазальтов, микрокварцитов, фтанитов и родингитов. Насыщенность меланжа включениями закономерно меняется вкрест простирания: в нижней части блоки метабазальтов и фтанитов резко преобладают над серпентинитовым матриксом, выше они исчезают, вместо них появляются родингиты. Тела родингитов имеют округлую либо слабо удлинённую форму и размеры до 10–15 м в поперечнике, часто в матриксе видны следы их вращения (закатывания), удлинённые тела при этом смяты в складки. В самой верхней части пластины включения практически отсутствуют.

## Применение

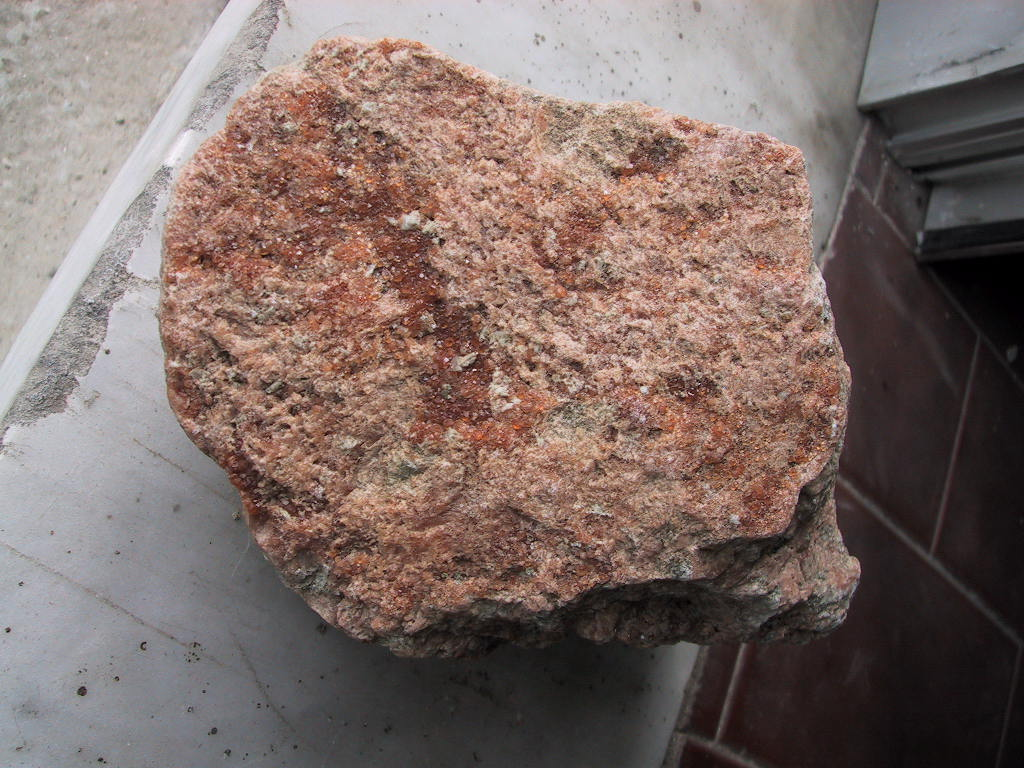
Родингит с кристаллами гессонита (Пьемонт)

Наряду с гидрогроссуляром, более чистые формы родингита (гидрогроссулярита), породы жёлтого или желтоватого цвета, до 70% состоящие из гидрогроссуляра, имеющие выразительную форму жилкования, иногда используются в поделочных работах.:58 Ценятся также зелёные, красноватые и коричневые ярко окрашенные образцы родингитов.
Из лучших по цветности и рисунку образцов (так называемых, «пейзажных» или яшмовых родингитов) шлифуют кабошоны разной формы, в том числе, неправильной — для кулонов или вставок. Родингиты выраженной окраски значительно более широко применяют в строительстве как натуральный облицовочный материал для внутренних и наружных работ. Массивы родингита позволяют выбрать материал в широком спектре и количестве.